# Gl'italici e Gl'indiani
Gl'italici e Gl'indiani è un dramma in musica in un atto di Michele Carafa, su libretto di Andrea Leone Tottola.

## Genesi
La prima rappresentazione ebbe luogo al Teatro San Carlo di Napoli il 4 ottobre 1825, in onore dell'onomastico di Francesco I. Nel cast della prima comparvero Adelaide Tosi, Giovanni David e Luigi Lablache.
Il libretto venne stampato nello stesso anno dalla Tipografia Flautina di Napoli.

## Trama
Nel VI secolo a.C., una spedizione proveniente dalla Magna Grecia, guidata da Archeo, viene catturata da alcuni indiani impiantatisi su un'imprecisata sola. Nella disgrazia, tuttavia, Timante, figlio di Archeo caduto prigioniero, si consola innamorandosi dell'indiana Arsinoe, tuttavia già destinata sposa di Corasmino, focoso figlio del re Gandarte. Frattanto gli italici e gli indiani, viste le grandi perdite da ambo le parti, decidono di liberare i prigionieri e di stabilire una federazione, la quale però rischia di essere rovesciata quando scoppia una terribile rivalità fra Timante e Corasmino per la mano di Arsinoe; tuttavia, alla fine, nell'interesse dell'alleanza, Timante rinuncia ai suoi propositi e lui stesso unisce i due sposi.

## Struttura musicale
- Sinfonia

### Atto unico
- N. 1 - Introduzione O comun padre ed arbitro (Coro, Archeo, Arsinoe, Corasmino, Gandarte)
- N. 2 - Aria di Corasmino Non temer; d'un basso affetto
- N. 3 - Coro e Cavatina di Timante Ti calma, Signore - Cari oggetti, a voi vicino (Timante, Coro, Arsinoe)
- N. 4 - Duetto fra Timante ed Arsinoe Se lieto al partir mio
- N. 5 - Quintetto Ah quale in petto crudel tempesta! (Arsinoe, Timante, Gandarte, Corasmino, Archeo, Coro)
- N. 6 - Duetto fra Corasmino ed Arsinoe Deh parla... che brami?
- N. 7 - Duetto fra Archeo e Timante All'onor del patrio suolo
- N. 8 - Coro ed Aria Finale di Arsinoe Come del Sole il vivido - Se mai da te dividere (Arsinoe, Archeo, Timante, Corasmino, Gandarte, Coro)